# Celina Haller
Celina Haller (* 26. April 2000 in Meran) ist eine italienische Skirennläuferin aus Südtirol. 

## Biografie
Haller stammt aus Schenna. Im Alter von 16 Jahren nahm sie ab Dezember 2016 an FIS-Rennen teil. Schon in jungen Jahren machte sie auf sich aufmerksam und wurde 2018 italienische Slalom-Meisterin der Aspiranti; 2021 gewann sie denselben Titel in der Giovani. Ihr Europacup-Debüt gab sie am 14. Dezember 2017 beim Riesenslalom in Andalo, konnte das Rennen jedoch nicht beenden. Ihre ersten Punkte sammelte sie am 9. Januar 2021 mit einem 14. Platz im Slalom von Vaujany. Im Weltcup startete sie erstmals am 13. November 2021 beim Parallelrennen in Lech, blieb dabei jedoch ohne Punkte. An Olympischen Spielen oder Weltmeisterschaften hat sie bislang nicht teilgenommen.
Seit ihrem 13. Lebensjahr spielt sie zudem wettkampfmäßig Fußball, wenn sie nicht gerade an Skirennen teilnimmt, und ist dabei als Stürmerin im Einsatz. Besonders hervorzuheben ist ihr Engagement in der Frauen-Oberliga Trentino-Südtirol, wo sie für die Teams Riffian-Kuens und Obermais spielte.

## Erfolge

### Europacup
- Saison 2024/5: 29. Gesamtwertung, 6. Slalomwertung